# 穆爾加布河 (阿富汗/土庫曼)

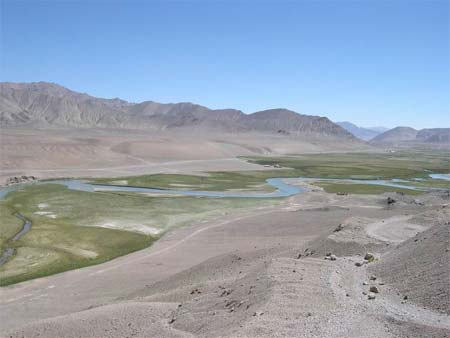
穆爾加布河

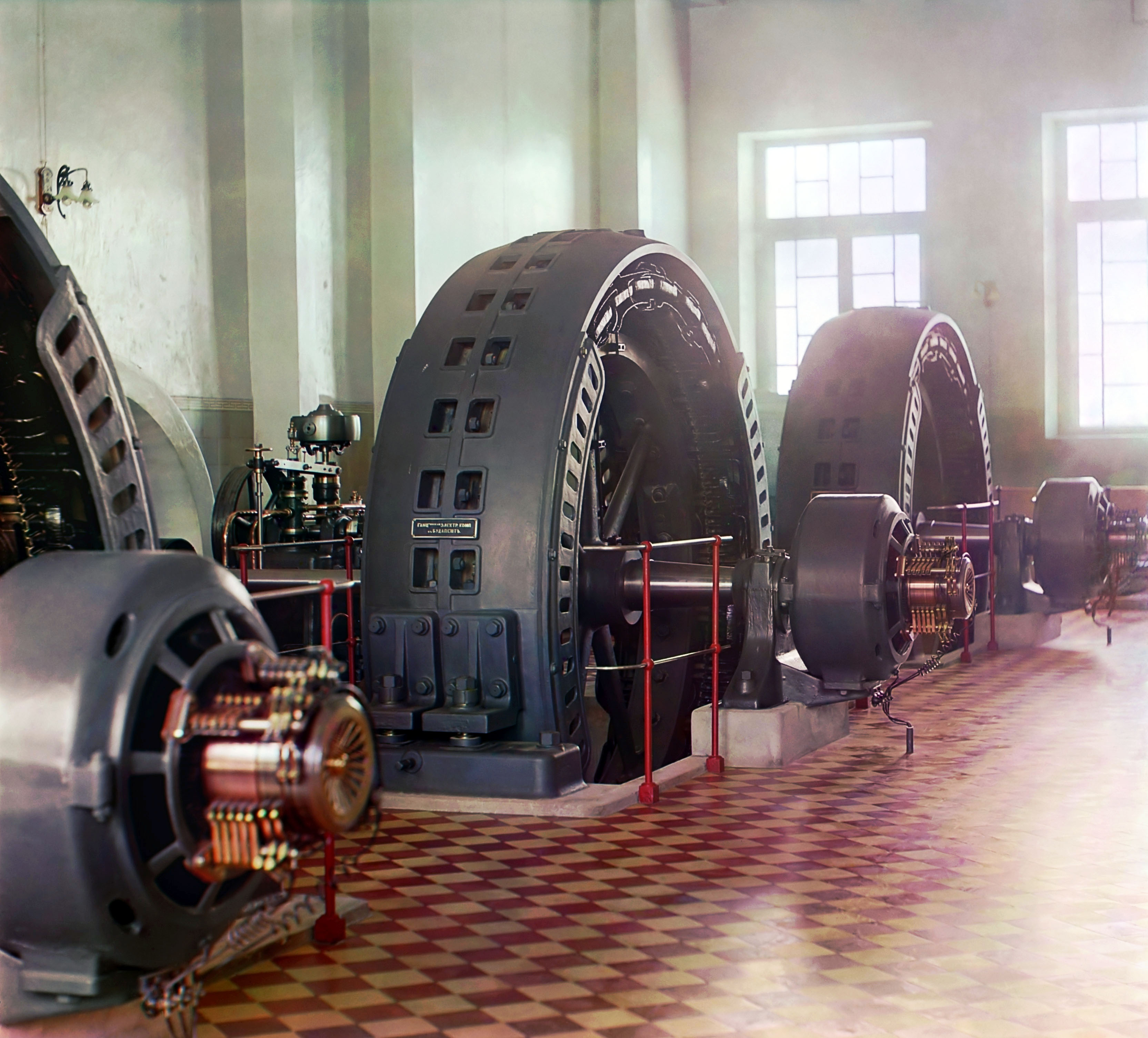
1909年穆爾加布河上剛建成的興都庫什水力發電廠（Гиндукушская ГЭС）) ，是當時俄羅斯帝國內最大的水力發電站。

穆爾加布河（波斯語：‎）是中亞一條850公里長、流域面積6萬平方公里、平均流量約每秒50立方公尺的河流。她的集水面積47,000平方公里，其中約八成是在阿富汗國境之內。穆爾加布河發源於阿富汗西北部，流經穆尔加布县 (阿富汗)，然後向西北流入土庫曼斯坦的卡拉庫姆沙漠，在馬雷附近與卡拉庫姆運河相交，並在沙漠中逐漸枯竭。穆爾加布河的支流有庫什卡河及卡尚河。

穆爾加布河发源图

## 外部連結
- "穆爾加布河"（大英百科）

36°26′47″N 62°38′06″E / 36.44639°N 62.63500°E